# (308634) 2005 XU100
(308634) 2005 XU100, também escrito como (308634) 2005 XU100, é um objeto transnetuniano (TNO) que está localizado no cinturão de Kuiper, uma região do Sistema Solar. Este objeto é classificado com um cubewano. O mesmo possui uma magnitude absoluta de 6,5 e tem um diâmetro com cerca de 221 km. O astrônomo Mike Brown lista esta corpo celeste em sua página na internet como um candidato a possível planeta anão.

## Descoberta
(308634) 2005 XU100 foi descoberto no dia 1 de dezembro de 2005 pelo astrônomo Marc W. Buie.

## Órbita
A órbita de (308634) 2005 XU100 tem uma excentricidade de 0,105 e possui um semieixo maior de 43,689 UA. O seu periélio leva o mesmo a uma distância de 39,123 UA em relação ao Sol e seu afélio a 48,297 UA.